# 44039 de Sahagun
44039 de Sahagun este o planetă minoră (asteroid) din centura de asteroizi. A fost descoperită pe 27 februarie 1998 la Observatorul La Silla de Eric Walter Elst. 
Obiectul prezintă o orbită caracterizată de o semiaxă mare de 2,3104083406577 UAi, o excentricitate de 0,07, o înclinație de 2,3 ° în raport cu ecliptica.